# Gearing
 For alternative betydninger, se Gearing (flertydig). (Se også artikler, som begynder med Gearing)
I fysik og ingeniørvidenskab er gearing eller gearudveksling en faktor med hvilken et system af genstande multiplicerer fx kraften eller drejningsmoment anvendt på systemet - formelt set kaldes et sådant system for gear. Forholdet mellem anvendt og resulterende arbejde siges at være en mekanisk fordel, engelsk: mechanical advantage.

## Kraftgearing

### Generel
Generelt er kraftgearing defineret som følger:
{\displaystyle kraftgearing={\frac {\text{output kraft}}{\text{input kraft}}}}

### Ideel
For en ideel (friktionløs) mekanisme, er det også lig med:
{\displaystyle gearing={\frac {\text{vejlaengde over hvilken arbejdet ydes}}{\text{vejlaengde over hvilken belastningen flyttes}}}}

## Ideel kraftgearingsmaskine
For en ideel maskine kan de to ligninger kombineres, angivende at kraften udøvet IND til sådan en maskine (nævner af første forhold) multiplieret med vejlængden flyttet IND (tæller af andet forhold) vil være lig kraften udøvet UD af maskinen multiplieret med vejlængden flyttet UD (f.eks., arbejde IND lig arbejde UD).

### Ideelt kraftgearingseksempel
Som et ideelt eksempel, en seksslået talje og en 3.000 Newton (300 kg lod lodret løftet masse i jordhøjde) belastning, operatøren trækker rebet 2 meter, og yder 500 Newton (50kg lod) træk for at løfte belastningen 1/3 meter. Begge ligninger viser at gearingsfaktoren er 6. I den første ligning, 500 Newton IND resulterer i 3.000 Newton UD. Den anden ligning beregner kun den ideelle gearing og ignorerer reel verdens energitab grundet friktion og andre årsager.

## Typer
Der er disse to typer af gearing: Ideel gearing (IG) og aktuel gearing (AG).

## Gearingseksempler
Hvis personer hævder at forstærke en fysisk størrelse uden at tilføre energi, mener de i virkeligheden gearing.

### Faste legemer
Noget så simpelt som en keglestub (eller kegle) kan udføre gearing, hvis måden den anvendes på er fx at trykke (input kraft) på det store areal af kegletoppen - og output kraften modtages på det lille areal af kegletoppen.
Faktisk kan alle faste legemer udføre gearing, hvis der er forskellig valgt input og output areal. Her forventes det, at kraften fordeles ligeligt over arealet.
Eksempler: Øksehoveder, bladklinger, pyramider, pyramidestubbe, fiskekroge, tegnestifter, nåle, torne, tænder, syle, ishakker, søm osv.

### Væsker
Væsker kombineret med stempler kan også udføre gearing. Væsker er gode til at formidle tryk og dermed gearing, da mange af dem flyder uden større indre friktion - og stort set ikke kan trykkes sammen.
Fx kan to lodret forbundne rør med forskellig tværsnitsareal (størst nederst) fungere som gear. Det forudsættes at der også er væske mindst op til toprøret. Hvis der tilføjes 1 cm væske i bunden, vil vandet i toprøret stige med forholdet mellem de to rørtværsnitsarealer: Vejlængde Eud= Eind*(Areal_ind/Areal_ud). Denne type gearing benyttes også indenfor hydraulik.
En bil med automatgear har typisk en drejningsmoment konverter, som faktisk er et væskegear.

### Vægtstang
Alle vægtstænger og deres afledte kan fungere som gearing.

### Elektrisk strøm- og spændings- gearing
Der er mange eksempler på elektrisk strøm- og spændings- gearing. Gearing er her at omsætte strøm og spændingsinput til en anden strøm og spændingsoutput. Faktisk er omsætning til en anden fase eller frekvens (inkl. DC) nok til at kalde det en elektrisk gearing.
Eksempler på elektriske gearingsapparater (elektrisk gear) er en transformator, Cockcroft-Walton-generator og switch-mode-strømforsyning.